# The Caligula Effect
The Caligula Effect es un videojuego de rol desarrollado por Aquria. Fue lanzado para PlayStation Vita en Japón en junio de 2016 y por Atlus USA en Norteamérica y Europa en mayo de 2017. Un remake del juego, The Caligula Effect: Overdose, fue lanzado para PlayStation 4 en Japón en mayo de 2018, y en todo el mundo por NIS America en marzo de 2019 para PlayStation 4, Nintendo Switch y Microsoft Windows. Se estrenó una adaptación de anime del mismo nombre en abril de 2018. 

## Jugabilidad
The Caligula Effect es un videojuego de rol con turnos de combate en los entornos de las mazmorras. El combate se activa al encontrar personajes enemigos durante la exploración de la mazmorra. Un equipo puede constar de cuatro personajes jugables como máximo. Hay 9 personajes principales que se pueden usar en el equipo a medida que avanza la historia. Cualquier NPC puede ser reclutado en el equipo después de obtener una asociación de nivel 2 o superior. Se pueden encadenar tres comandos por turno para cada miembro del grupo y pueden previsualizar su efecto antes de iniciar. Los jugadores pueden asociarse con otros PNJ interactuando con ellos. Ciertos NPC no son accesibles hasta que se obtenga una asociación específica de NPC. Después de alcanzar una cierta cantidad de asociación, las misiones secundarias se desbloquean para NPC específicos.

## Premisa
The Caligula Effect se establece en un programa de realidad virtual conocido como "Mobius", creado para que las personas puedan escapar del dolor en sus vidas y vivir en un entorno idílico de escuela secundaria, obligados a vivir sus 3 años de forma indefinida. El protagonista principal es uno de un grupo que se da cuenta de que están en un mundo virtual y forman el "Go-Home Club", un grupo dedicado a escapar de Mobius y su programa de superintendentes, un programa vocal llamado "μ". Se oponen a los "Músicos de Ostinato", un grupo que apoya a μ y ve al Club Go-Home como traidores.

## Desarrollo
El efecto Calígula fue desarrollado por FuRyu y publicado en todo el mundo por Atlus USA . Fue dirigido por Takuya Yamanaka, con diseños de personajes de Oguchi. Fue escrito por Tadashi Satomi, que anteriormente había trabajado en los tres primeros juegos de la serie Persona - Revelations: Persona, Persona 2: Inocent Sin y Persona 2: Eternal Punishment. La música fue escrita por el antiguo compositor de la serie Megami Tensei, Tsukasa Masuko, y el tema fue interpretado por un grupo de tres personas: Eriko Nakamura, Emi Nitta y Yuka Ōtsubo. Los desarrolladores definen a Calígula como un "juego de rol juvenil de próxima generación" que se centra en la patología moderna y el trauma.
Se dijo que los personajes violaban una variedad de tabúes, con Satomi creando específicamente uno que el equipo inicialmente quería evitar. El título se deriva del término psicológico "efecto Calígula", que se refiere al deseo de ver y hacer cosas prohibidas. A pesar de su prominencia y vinculación con la experiencia de juego, la palabra en sí no se menciona en el contexto del juego.
El juego se anunció por primera vez el 23 de febrero de 2016 en el número de esa semana de Famitsu, junto con su fecha de lanzamiento. En el momento en que se anunció, se dijo que estaba completo al 50%. Un tráiler y las primeras capturas de pantalla se publicaron poco después del anuncio inicial.

## Lanzamiento
El juego fue lanzado por FuRyu para PlayStation Vita en Japón el 23 de junio de 2016, y fue lanzado por Atlus USA en Norteamérica el 2 de mayo de 2017, y en Europa el 9 de mayo. Inicialmente, Atlus USA no descartó un lanzamiento físico de The Caligula Effect a través de Limited Run Games, pero finalmente decidió no hacerlo. Una adaptación de anime, Calígula, se estrenó en Japón en abril de 2018.
En noviembre de 2017, se anunció una nueva versión titulada The Caligula Effect: Overdose. Fue lanzado en Japón para PlayStation 4 el 18 de mayo de 2018 y por NIS America para PlayStation 4, Nintendo Switch, Microsoft Windows en Norteamérica el 12 de marzo de 2019 y en Europa el 15 de marzo de 2019. La nueva versión presenta imágenes mejoradas con Unreal Engine 4, un nuevo protagonista jugable, nuevos finales y más personajes de apoyo.

## Recepción
El efecto Calígula recibió "críticas mixtas o promedio" de los críticos, según el agregador de revisión Metacritic. Famitsu anotó el juego con una calificación de 30 sobre 40, con un desglose de 8/7/8/7 sobre 10 entre los cuatro revisores.  Josh Tolentino de Destructoid dio el juego 4/10, elogiando la idea fresca y el sistema de batalla del juego, pero criticó el sistema de vinculación de personajes poco profundos, la larga duración de las batallas y el mal desempeño del juego en la PlayStation Vita.
Fue el segundo videojuego más vendido en Japón durante su primera semana, con 31 243 copias vendidas. Durante su segunda semana, cayó al undécimo lugar, con un total de 7 289 copias vendidas. La versión de PlayStation 4 vendió 20 399 copias en su primera semana a la venta en Japón, colocándola en primer lugar en la tabla de ventas de todos los formatos.